# Udea chalcophanes
Udea chalcophanes là một loài bướm đêm thuộc họ Crambidae. Nó là loài đặc hữu của Oahu, Maui và Hawaii.
Ấu trùng ăn lá của Touchardia latifolia.